# Georg Dolzmann
Georg Dolzmann (* 11. Februar 1964 in Bonn) ist ein deutscher Mathematiker im Teilgebiet der Analysis und Numerik und Professor an der Universität Regensburg.

## Lebenslauf
Dolzmann begann 1982 sein Mathematikstudium in Bonn und schloss es 1989 mit Diplom ab. Im Februar 1989 begann er dann, weiterhin an der Universität Bonn, bei Jens Frehse, seine Dissertation zu verfassen und wurde im November 1992 zu „Campanato-Ungleichungen für Differenzenverfahren und finite Elemente“ promoviert. Anschließend war er zwei weitere Jahre am Institut für angewandte Analysis  in Bonn als Postdoc tätig, bevor er als Postdoc an der Universitá degli Studi di Roma „La Sapienzia“, an der Albrecht-Ludwigs-Universität in Freiburg, an der Carnegie Mellon University in Pittsburgh und am Max-Planck-Institut für Mathematik in Leipzig tätig war. Bevor er sich dort 2002 habilitierte, war er noch als besuchender Assistenzprofessor am California Institute of Technology tätig, und nach seiner Habilitation an der University of Maryland als Assistenzprofessor. Ab September 2006 wurde er dort ordentlicher Professor und blieb dies dort bis Mai 2008. Gleichzeitig wurde er als Professor für Analysis an die Universität Regensburg berufen, an der er bis heute tätig ist. Er ist Inhaber des Lehrstuhls VI.

## Forschung und Lehre
- Von der DFG wurde das Programm „SPP 2256 Variational Methods for Predicting Complex Phenomena in Engineering Structures and Materials“ gefördert, welches Dolzmann koordiniert.

## Veröffentlichungen
- Campanato-Ungleichungen für Differenzenverfahren und finite Elemente (Dissertation), 1992
- Microstructures with finite surface energy: the two-well problem, Springer 1995[4]